# Edvin Wide
Pour les articles homonymes, voir Wide.
Edvin Wide (né le 22 février 1896 à Kimito et mort le 19 juin 1996 à Stockholm) était un athlète suédois, spécialiste des courses de fond.

## Jeux olympiques
- Jeux olympiques d'été de 1920 à Anvers  Belgique:
  -  Médaille de bronze sur 3 000m par équipes.
- Jeux olympiques d'été de 1924 à Paris  France:
  -  Médaille d'argent sur 10 000 mètres.
  -  Médaille de bronze sur 5 000 mètres.
- Jeux olympiques d'été de 1928 à Amsterdam  Pays-Bas:
  -  Médaille de bronze sur 5 000 mètres.
  -  Médaille de bronze sur 10 000 mètres.